# Magdalena (Boliwia)
Magdalena – miasto w Boliwii, w departamencie Beni, w prowincji Itenez.